# Hypenetes rotundus
Hypenetes rotundus är en tvåvingeart som beskrevs av H. Oldroyd 1974. Hypenetes rotundus ingår i släktet Hypenetes och familjen rovflugor. Inga underarter finns listade i Catalogue of Life.